# Luidia hexactis
Luidia hexactis is een kamster uit de familie Luidiidae.
De wetenschappelijke naam van de soort werd in 1938 gepubliceerd door Hubert Lyman Clark.